# Sigrun Vågeng

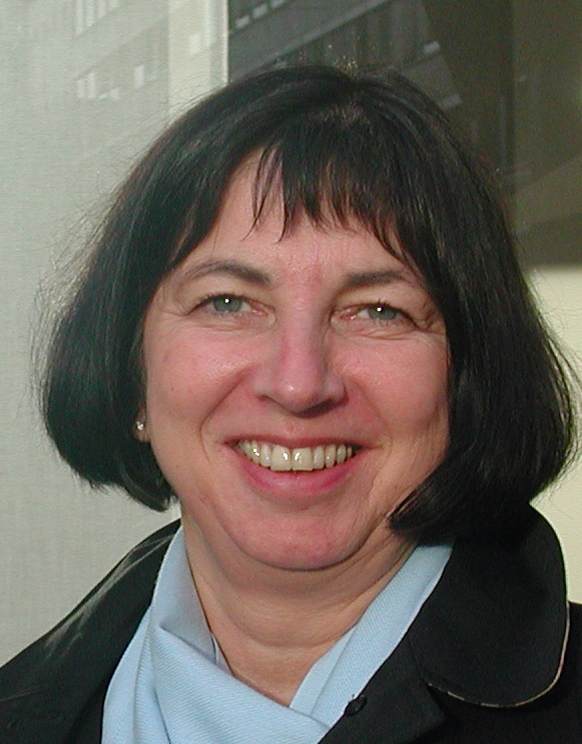
Sigrun Vågeng (2008)

Sigrun Vågeng (* 29. Oktober 1950 in Kristiansund) ist eine norwegische Behördenleiterin und Verbandsfunktionärin. Von September 2015 bis Juni 2020 war sie die Leiterin der norwegischen Behörde NAV, die für die Organisation und Finanzierung der Arbeitsmarktmaßnahmen, Sozialhilfe und der sozialen Sicherungsleistungen zuständig ist.

## Leben
Vågeng studierte Betriebswirtschaftslehre an der Universität Oslo und der Norwegischen Handelshochschule (NHH). Ab 1980 arbeitete sie als Personalerin im Grand Hotel in Oslo. Von 1990 bis 1994 war sie Vorsitzende des norwegischen Hotel- und Restaurantverbandes. Anschließend wechselte sie zur Prosessindustriens Landsforening (PIL), einer Wirtschafts- und Arbeitgebervereinigung. Dort war sie ab 1997 die Direktorin und Leiterin der Arbeitgeberabteilung. Im Jahr 2001 wurde sie die Leiterin der Næringslivets Hovedorganisasjon (NHO), der Mutterorganisation der PIL. Vågeng blieb dort bis 2009 im Amt und nahm anschließend den Posten als Verwaltungsdirektorin beim KS, dem Zentralverband der norwegischen Kommunen, an. Nach Unstimmigkeiten im Vorstand des Kommunenverbands, schied sie 2013 aus dem Posten aus. In der Zeit von 2014 bis 2015 war sie als Direktorin des Statens institutt for forbruksforskning (SIFO; deutsch: Staatliches Institut für Verbraucherforschung) tätig.
Am 18. September 2015 wurde sie als neue Leiterin der NAV vorgestellt und sie trat die Stelle zum 5. Oktober 2015 an. Ihre Wahl erfolgte auf sechs Jahre, sie gab aber im Januar 2020 bekannt, dass sie bereits vorab den Posten verlassen werde. Davor stand sie wegen des sogenannten NAV-Skandals in der Kritik. Es wurde bekannt, dass die Behörde über mehrere Jahre hinweg ein Gesetz falsch angewandt hatte und in der Folge auch Menschen unrechtmäßig verurteilt worden waren. Ihr letzter Arbeitstag bei der Behörde war schließlich Ende Juni 2020.